# Пологи (заказник)
Поло́ги — гідрологічний заказник місцевого значення в Україні. Розташований у межах Гребінківського району Полтавської області, за 2 км від села Сліпорід-Іванівка.
Площа 100 га. Статус надано згідно з рішенням Полтавської обласної ради від 27 жовтня 1994 року. Перебуває у віданні Майорщинської сільської ради.
Статус надано для збереження ділянки заболоченої долини, де водяться різні види птахів, у тому числі лунь польовий, занесений до Червоної книги України.

## Галерея

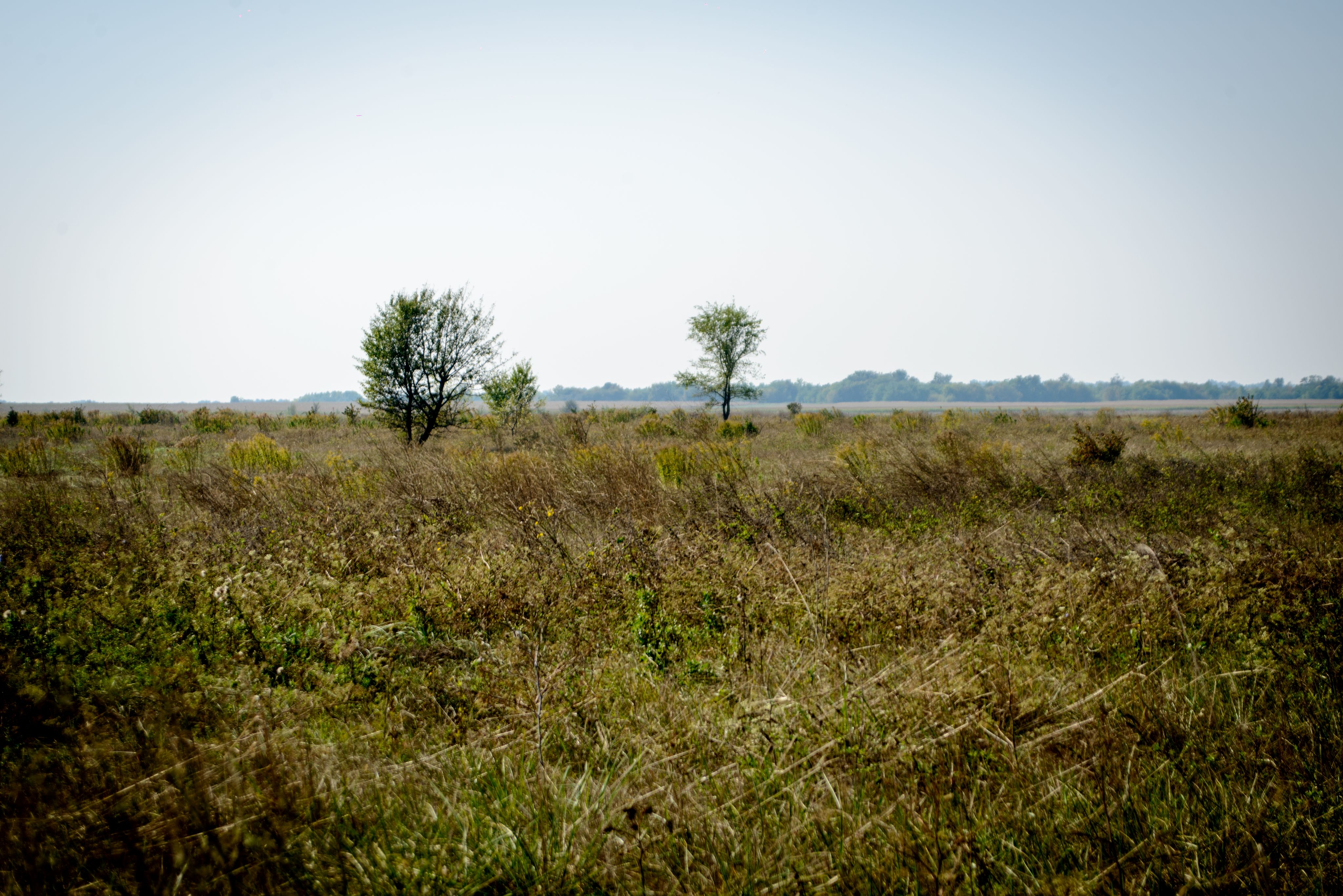
Краєвид
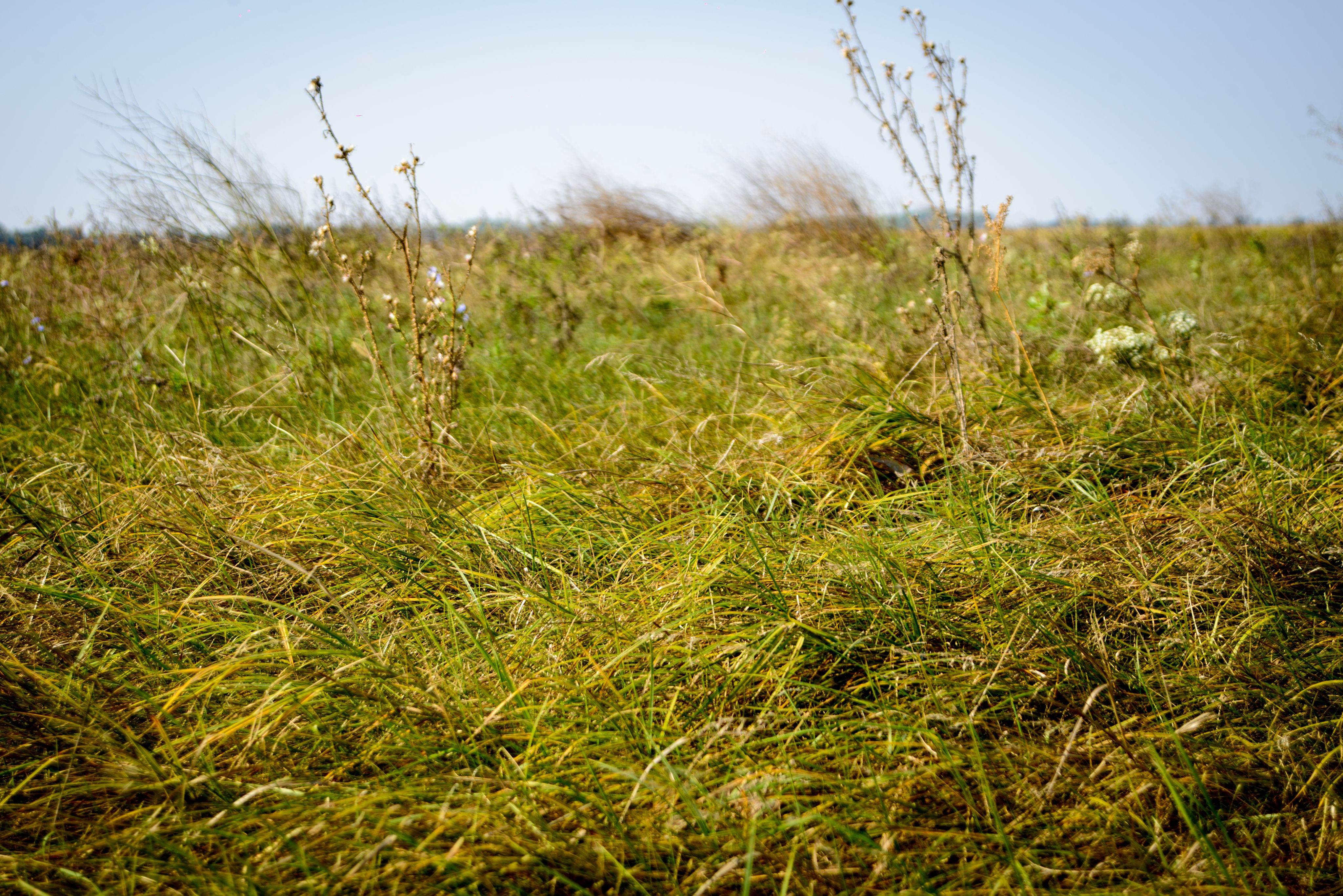
Рослинність
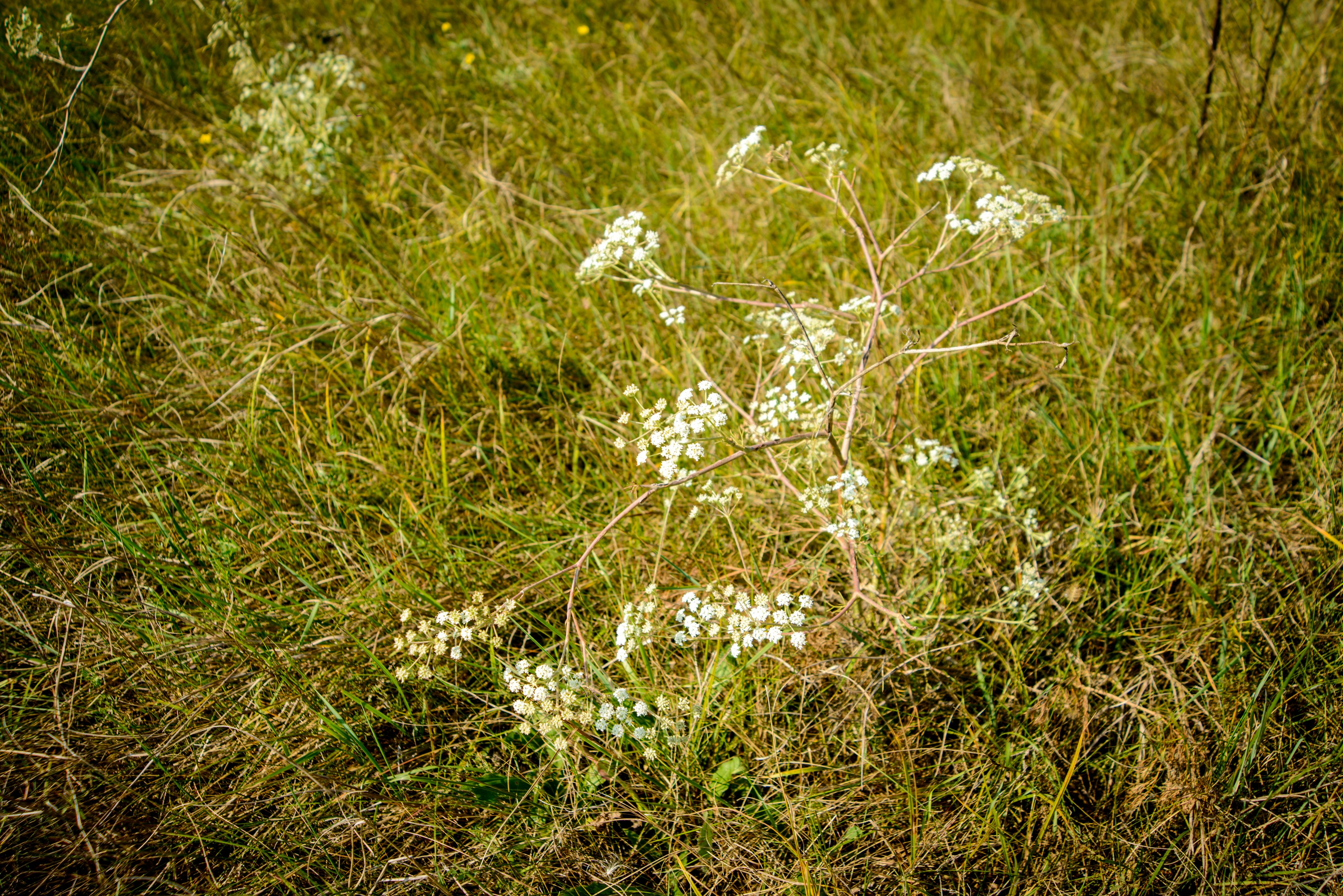
Окраса заказника